# Hunt Sales

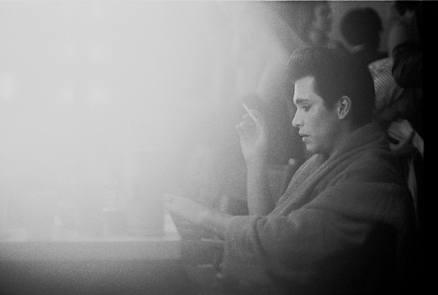
Hunt Sales em 1981.

Hunt Sales (2 me março de 1954) é um baterista americano de rock que já tocou com Todd Rundgren, seu irmão Tony Sales, Iggy Pop e Tin Machine (David Bowie).

## Discografia

### Com Todd Rundgren
- Runt (1970)
- Runt: The Ballad of Todd Rundgren (1971)

### Com Paris
- Big Towne, 2061 (1976)

### Com Iggy Pop
- Kill City (gravado em 1975, lançado em 1977)
- Lust for Life (1977)
- TV Eye Live 1977 (1978)

### Com Tender Fury
- Garden of Evil (1990)

### Com Tin Machine
- Tin Machine (1989)
- Tin Machine II (1991)
- Tin Machine Live: Oy Vey, Baby(1992)[2]

### Outros
- Heard It on the X,como parte de Los Super Seven (Telarc, 2005).
- 2010: Sales tocou baixo e percussão para o álbum de estréia de Fiery Blue.